# Габрелюв (Лодзинське воєводство)
Габрелюв (пол. Gabrielów) — село в Польщі, у гміні Осьякув Велюнського повіту Лодзинського воєводства.
Населення — 124 особи (2011).
У 1975-1998 роках село належало до Серадзького воєводства.

## Демографія
Демографічна структура станом на 31 березня 2011 року:
|          | Загалом | Допрацездатний вік | Працездатний вік | Постпрацездатний вік |
| -------- | ------- | ------------------ | ---------------- | -------------------- |
| Чоловіки | 61      | 15                 | 40               | 6                    |
| Жінки    | 63      | 13                 | 32               | 18                   |
| Разом    | 124     | 28                 | 72               | 24                   |